# Supercoppa turca 2009 (pallavolo maschile)
La Supercoppa turca 2009 si è svolta il 20 ottobre 2009: al torneo hanno partecipato due squadre di club turche e la vittoria finale è andata per la prima volta all'İstanbul BB.

## Regolamento
Le squadre hanno disputato una gara unica.

## Squadre partecipanti
| Squadra     | Qualificazione                      | Ultima partecipazione |
| ----------- | ----------------------------------- | --------------------- |
| Arkas       | Vincitrice Coppa di Turchia 2008-09 | Debutto               |
| İstanbul BB | Vincitrice Voleybol 1. Ligi 2008-09 | Debutto               |

## Torneo
| 20 ottobre 2009 Selim Sırrı Tarcan Spor Salonu, Ankara Durata: ? - Spettatori: ? | İstanbul BB | 3 - 1 | Arkas | 26-24, 16-25, 25-22, 25-21 |